# Essener Schützenverein
Der Essener Schützenverein e. V. gegr. 1390 (kurz: ESV 1390) ist mit seiner über 600-jährigen Geschichte der älteste Verein der Stadt Essen. Er ist Mitglied im Rheinischen und im Deutschen Schützenbund.

## Sport
Für den Schießsport gelten die Regeln des Rheinischen Schützenbundes (RSB) und die Sportordnung des Deutschen Schützenbundes (DSB). Im Schießleistungszentrum in Bergeborbeck findet das Training für Klein- und Großkaliberdisziplinen statt. Dort steht dem Verein ein fest gemieteter 25-Meter-Kurzwaffenstand mit fünf Bahnen sowie eine 50-Meter-Bahn für das Kleinkalibergewehrschießen zur Verfügung.
Im Vereinsheim stehen sechs Schießbahnen für Druckluft-Disziplinen zur Verfügung, davon können drei zusätzlich für die Disziplin Match-Armbrust 10-Meter genutzt werden.
Weitere Disziplinen wie beispielsweise Vorderlader Schwarzpulver, Flinte, Großkaliber-Gewehr usw., welche nicht auf den Vereinsschießständen geschossen werden können, werden von erfahrenen Schützen ggf. eigenständig durchgeführt und organisiert.

### Erfolge
In der Vergangenheit gewannen Schützen des Vereins mehrfach Einzeltitel bei Deutschen Meisterschaften oder auch bei den Landesverbandsmeisterschaften.
Ein sportlicher Höhepunkt war der Gewinn der Deutschen Vize-Meisterschaft im Luftpistolenschießen 1997. Im selben Jahr stieg der Verein in die Bundesliga auf. Das Team mit Gerd Skarlovnik, Robert Reihs, Pierre Michel, Andreas Bruns und Karl-Heinz Flagge setzte sich in Viertel- und Halbfinale jeweils mit 4:1 gegen Fürth und Braunschweig durch. Im Finale gegen den Polizei SV Berlin erreichte der ESV 1390 vor laufenden Kameras der ARD den Vizetitel.

## Geschichte

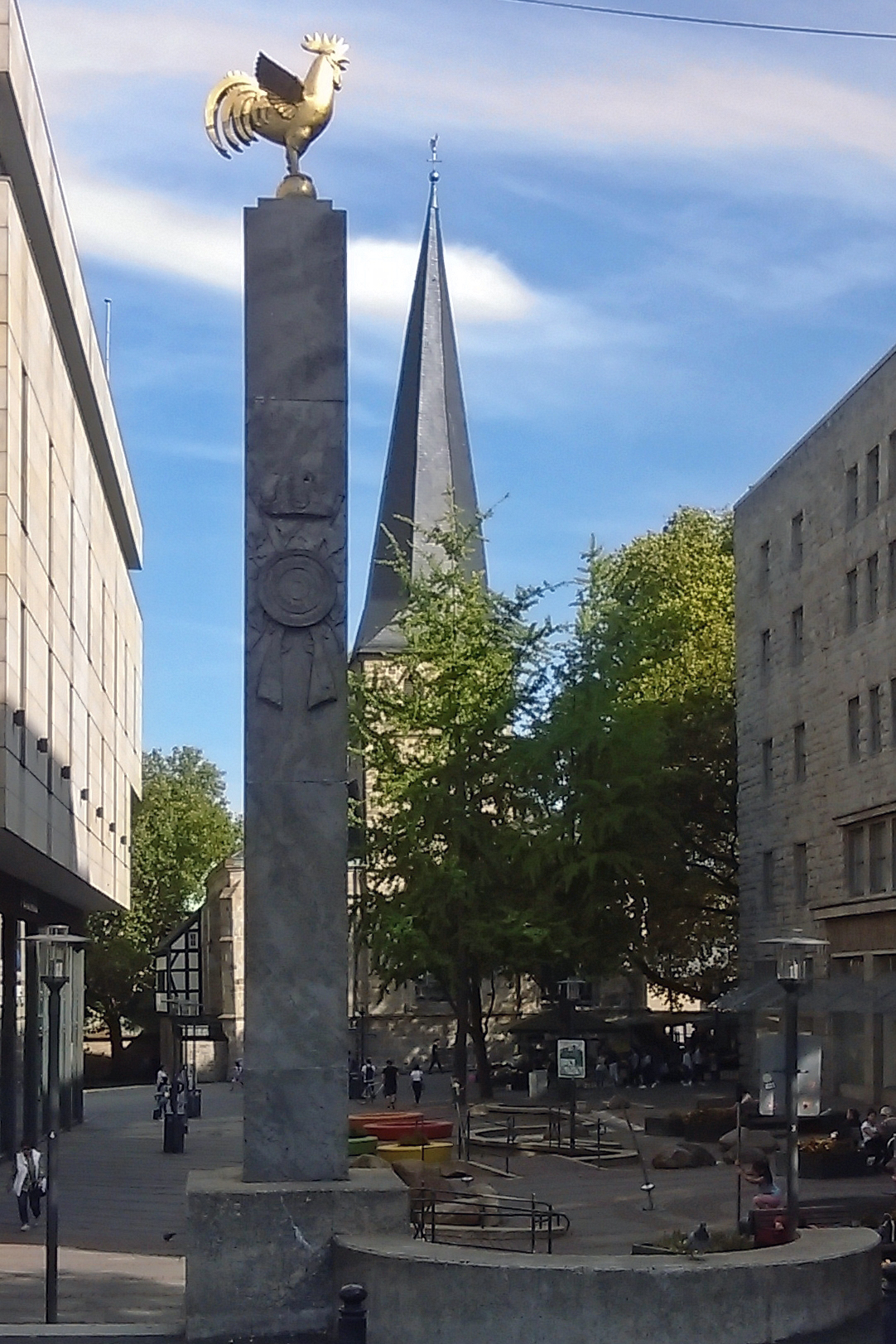
Das Denkmal Wachsames Hähnchen als Wahrzeichen der Essener Schützen auf dem Friedensplatz.

Die Essener Schützen wurden 1390 erstmals erwähnt, als sie aus Anlass einer Fehde des Stiftsvogts Engelbert III. von der Mark als städtisches Aufgebot gegen den Bischof von Münster, Heidenreich Wolf von Lüdinghausen, zogen. Aus dem Jahr 1449 stammt der erste schriftliche Bericht über ein Essener Schützenfest. Nach dem Augsburger Religionsfrieden verliert sich die Spur des Vereins. In einem Dokument aus dem Jahr 1570 wird der Rat der Stadt gebeten, das Essener Schützenwesen wiederzubeleben. In den Jahren 1578 bis 1598 finden wieder Schützenfeste statt.
Im Jahr 1628 ließ die Fürstäbtissin ließ die Essener Schützen entwaffnen und führte die katholische Religion wieder ein. Erst im Jahr 1667 wurde nachweislich wieder ein Schützenfest gefeiert, ebenso 1680. Die Übernahme des Stifts Essen durch Brandenburg-Preußen 1701 bedeutete die völlige Lahmlegung der Essener Schützenmacht. Erst ab 1719 wurde das Essener Schützenwesen wieder errichtet und eine bürgerliche Schützenrolle nach Gilden und Ämtern eingerichtet.
1741 wurde eine neue Fahne zum Königsfest eingeführt, in dieser Zeit fanden alle zwei bis drei Jahre Schützenfeste statt. Ab 1803 wurden die Umzüge der Essener Schützen durch die preußische Verwaltung wegen zu großer Geldverschwendung verboten. Für 1887 ist wieder ein großes Schützenfest mit Kirmes verbrieft.
1929 wurde der Essener Schützenverein in das Essener Vereinsregister eingetragen. Ein Jahr später wurde das Wachsame Hähnchen am Kornmarkt enthüllt, als Denkmal für die gefallenen Schützenbrüder des Ersten Weltkriegs. Im Jahr 1934 ließ die Stadt das „Wachsame Hähnchen“ als Geschenk an die Schützen vergolden. 1936 fand das letzte Schützenfest vor dem Zweiten Weltkrieg statt, dann wurden Schützen- und andere Vereine verboten.
Im Jahr 1950 wurden der Essener Schützenverein und der Deutsche Schützenbund in Wiesbaden wieder gegründet. Vier Jahre später entbrannte ein Streit um das Damenwahlrecht im Verein. Viele Austritte führten zu Vereinsneugründungen in Essen. Erst 1962 wurde die erste Damenmannschaft beim ESV 1390 aktiv und nahm erfolgreich an Kreis- und Bezirksmeisterschaft teil.
Im Jahr 1967 wurden die militärischen Uniformen und Ehrenzeichen beim ESV 1390 abgelegt.
Die jahrelange "Heimat" des ESV 1390, das Kolpinghaus "Alt Essen", wurde 1994 geschlossen und der Verein war damit ohne Schießstand. Im Oktober 1995 konnte das neue Vereinsheim mit zunächst drei Schießständen eingeweiht werden. Im folgenden Jahr kamen noch weitere drei Schießbahnen hinzu.
Ab 1996 war es auch den Damen gestattet beim Schützenfest auf den Vogel zu schießen und um die „Königswürde“ zu streiten, zwei Jahre später wurde Cornelia Wilker erste „echte“ Schützenkönigin des Vereins. 2005 wurde Anke Klingner erste Kaiserin.
1997 qualifizierte sich die erste Luftpistolenmannschaft für die neue Bundesliga des Deutschen Schützenbundes und wurde in der ersten Saison Deutscher Vizemeister. 2005 stieg die Mannschaft ab.